# (2147) Kharadze
(2147) Kharadze es un asteroide que forma parte del cinturón de asteroides y fue descubierto por Richard Martin West desde el Observatorio de La Silla, Chile, el 25 de octubre de 1976.

## Designación y nombre
Kharadze se designó al principio como 1976 US.
Más tarde fue nombrado en honor del astrónomo georgiano Evgueni Kirílovich Kharadze (1907-2001).

## Características orbitales
Kharadze está situado a una distancia media del Sol de 3,173 ua, pudiendo alejarse hasta 3,343 ua y acercarse hasta 3,004 ua. Tiene una inclinación orbital de 10,08° y una excentricidad de 0,05345. Emplea 2065 días en completar una órbita alrededor del Sol.